# Гайос Лазару
Гайос Лазару (на гръцки: Γάιος Λαζάρου) е гръцки просветен деец от Източна Македония, деец на гръцката въоръжена пропаганда в Македония.

## Биография
Гайос Лазару е роден в 1876 година в Мелник. Учи в началното училище и прогимназията в родния си град, а после в гимназията в Сяр. След завършването си в учебната 1896 - 1897 година е назначен за учител в Старчево. След това преподава в прогимназията в Мелник. В продължение на много години е секретар на Мелнишката митрополия. Активно подпомага гръцката въоръжена пропаганда в Източна Македония.
След като Мелник попада в пределите на България в 1913 година, се изселва в останалия в Гърция Валовища. От 1913 до 1919 година преподава във валовищката прогимназия. На 22 юни 1917 година българските власти го изпращат в трудов лагер в България. През 1918 г. след подписването на примирието е освободен. След 1919 преподава в прогимназията в Правища, а после се връща във Валовища, където преподава до 1930 година. В 1941 година се установява със семейството си в Солун.
Умира на 28 януари 1950 година.